# Desognaphosa spurgeon
Desognaphosa spurgeon is een spinnensoort uit de familie Trochanteriidae. De soort komt voor in Queensland.